# Fédération béninoise d'athlétisme
La Fédération Béninoise d’Athlétisme (FBA) est une Association de droit béninois régie par la loi du 1er juillet 1901. Elle jouit de la personnalité morale, de l’autonomie administrative et financière. Elle regroupe les clubs de l'athlétisme au Bénin et organise les compétitions nationales et les matchs internationaux de la sélection béninoise.

## Liste des présidents successifs
Viérin Dégon
Théophile Montcho,,

## Organisation
Elle est dirigée par un comite exécutif de plusieurs membres élus lors d'une assemblée générale élective pour un mandat de quatre (04) ans renouvelables,,